# Andrea Falcón
Andrea Sánchez Falcón (Arucas, 28 febbraio 1997) è una calciatrice spagnola, centrocampista offensivo del Benfica e della nazionale spagnola.

## Carriera

### Club
Andrea Falcón si appassiona al calcio fin da giovanissima, decidendo di tesserarsi con l'Arucas Club de Fútbol, società della sua città natale nell'isola di Gran Canaria, giocando nelle sue formazioni giovanili miste fino al 2008, anno in cui si trasferisce all'Unión Viera, dove è inserita nella squadra della sezione femminile con sede a Las Palmas.
Durante il calciomercato estivo 2012 trova un accordo con il Barcellona, società dove, dopo la prima stagione disputata con la formazione riserve, dalla stagione successiva viene inserita in rosa con la squadra che disputa il campionato di Primera División 2013-2014. Nelle tre stagioni giocate in prima squadra conquista due titoli di Campione di Spagna, 2013-2014 e 2014-2015, e due Coppe della Regina, nelle edizioni 2013 e 2014, debuttando inoltre in UEFA Women's Champions League il 10 novembre 2013, in occasione dell'incontro di andata degli ottavi di finale della stagione 2013-2014, rilevando all'81' Marta Corredera nell'incontro vinto 3-0 sulle svizzere dello Zurigo.

### Nazionale
Falcón inizia ad essere convocata dalla federazione calcistica della Spagna (Fédération Française de Football - FFF) dal 2012, inserita dal selezionatore Stéphane Pilard nella formazione Under-17 impegnata nelle qualificazioni all'Europeo 2012 di categoria. Debutta nel torneo il 10 aprile di quell'anno, nella partita valida per la fase élite di qualificazione vinta per 7-2 con le pari età della Serbia, incontro dove apre le marcature e sigla così la sua prima rete con la maglia della sua nazionale. Durante quella fase viene impiegata in tutte le tre partite disputate dalla Spagna, fallendo però l'accesso alla fase finale.
Rimasta in rosa anche per la successiva fase di qualificazione all'Europeo 2013, condivide il percorso della sua nazionale che la vede classificarsi prima, imbattuta nel gruppo 11, alla fase preliminare e nuovamente prima nel gruppo 3 della seconda fase pur se a 7 punti, gli stessi della Francia, ma grazie alla migliore differenza reti riuscendo ad accedere alla fase finale. La squadra, battuta in semifinale ai rigori dalla Svezia dopo che l'incontro era terminato in parità con 2 reti per parte, nella finale per il terzo posto supera con un netto 4-0 le avversarie del Belgio.

## Palmarès

### Club

#### Competizioni nazionali
- Campionato spagnolo: 7

Barcellona: 2013-2014, 2014-2015, 2019-2020, 2020-2021
Atlético Madrid: 2016-2017, 2017-2018, 2018-2019
- Coppa della Regina: 4

Barcellona: 2013, 2014, 2019-2020, 2020-2021
- Supercoppa spagnola: 1

Barcellona: 2020
- Campionato portoghese: 2

Benfica: 2023-2024, 2024-2025
- Coppa di Lega portoghese: 1

Benfica: 2023-2024

#### Competizioni internazionali
- UEFA Women's Champions League: 1

Barcellona: 2020-2021

### Nazionale
- Algarve Cup: 1

2017

### Individuale
- Capocannoniere del campionato europeo Under-17

2014 (4 reti)